# Provinces du Costa Rica

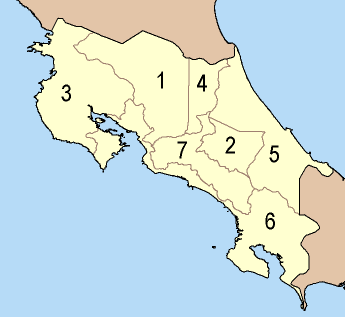
Provinces du Costa Rica

Le Costa Rica est composé de 7 provinces (comprenant 81 cantons) : 
1. Alajuela
2. Cartago
3. Guanacaste
4. Heredia
5. Limón
6. Puntarenas
7. San José (capitale)

## Provinces par population (2000)
| Rang  | Province   | Population | %      | Densité |
| ----- | ---------- | ---------- | ------ | ------- |
| 1     | San José   | 1 345 750  | 35,3 % | 271,3   |
| 2     | Alajuela   | 716 286    | 18,8 % | 73,4    |
| 3     | Cartago    | 432 395    | 11,3 % | 138,4   |
| 4     | Puntarenas | 357 483    | 9,4 %  | 31,7    |
| 5     | Heredia    | 354 732    | 9,3 %  | 133,5   |
| 6     | Limón      | 339 295    | 8,9 %  | 36,9    |
| 7     | Guanacaste | 264 238    | 6,9 %  | 26,1    |
| Total | Costa Rica | 3 810 179  | 100 %  | 74,6    |

## Provinces par superficie
| Rang  | Province   | Superficie (km²) | %      | Densité |
| ----- | ---------- | ---------------- | ------ | ------- |
| 1     | Puntarenas | 11 266           | 22,1 % | 31,7    |
| 2     | Guanacaste | 10 141           | 19,8 % | 26,1    |
| 3     | Alajuela   | 9 754            | 19,1 % | 73,4    |
| 4     | Limón      | 9 189            | 18,0 % | 36,9    |
| 5     | San José   | 4 960            | 9,7 %  | 271,3   |
| 6     | Cartago    | 3 125            | 6,1 %  | 138,4   |
| 7     | Heredia    | 2 657            | 5,2 %  | 133,5   |
| Total | Costa Rica | 51 092           | 100 %  | 74,6    |

## Provinces par densité
| Rang  | Province   | Population | Superficie (km²) | Densité |
| ----- | ---------- | ---------- | ---------------- | ------- |
| 1     | San José   | 1 345 750  | 4 960            | 271,3   |
| 2     | Cartago    | 432 395    | 3 125            | 138,4   |
| 3     | Heredia    | 354 732    | 2 657            | 133,5   |
| 4     | Alajuela   | 716 286    | 9 754            | 73,4    |
| 5     | Limón      | 339 295    | 9 189            | 36,9    |
| 6     | Puntarenas | 357 483    | 11 266           | 31,7    |
| 7     | Guanacaste | 264 238    | 10 141           | 26,1    |
| Total | Costa Rica | 3 810 179  | 51 092           | 74,6    |